# Mahmud I Selgiuchide
Nasir al-Din Mahmud I (1088 – Isfahan, ottobre 1094) è stato un sultano selgiuchide, figlio di Malik Shah I, che regnò dal 1092 al 1094. Avendo solo quattro anni al momento della sua ascesa al trono, il potere fu esercitato da sua madre, Terken Khatun.

## Biografia
Mahmud nacque nel 1088 da Malik Shah I, sultano dell'Impero selgiuchide, e dalla sua consorte principale Terken Khatun. Era il figlio più giovane della coppia, che aveva già avuto quattro figli, tutti morti entro l'anno della sua nascita, e una figlia, Mah-i Mulk Khatun. 
Nacque in un momento particolarmente delicato per sua madre: in quanto prima consorte e favorita di Malik, i primi due figli di Terken, Dawud e Ahmed, erano stati nominati eredi senza opposizione, ma nel 1088 l'unico figlio rimastole era il neonato Mahmud, il più giovane fra gli eredi possibili, il che la metteva in una posizione di svantaggio rispetto a chi sosteneva la candidatura come erede di Berkyaruq, nato nel 1081, figlio della consorte Zubayda Khatun e figlio maggiore vivente di Malik. 
Col supporto del ministro Tadj ol-Mulk, nel 1092 venne eliminato Nizam al-Mulk, principale sostenitore di Berkyaruq, e quando, pochi mesi dopo, morì anche Malik, Terken riuscì a far proclamare Mahmud nuovo sultano, dopo una lunga contrattazione col califfo al-Muqtadi, che aveva sposato Mah-i Mulk. Tuttavia, non riuscirono a imprigionare Berkyaruq, che fu a sua volta proclamato sultano dal figlio di Nizam e nel 1093 procedette a sconfiggere le forze di Terken e Tadj. Mentre quest'ultimo disertò a suo favore, Terken si rifugiò a Isfahan col figlio. 
La città fu presa d'assedio e madre e figlio morirono nell'ottobre 1094 per cause ignote. 
In seguito, le lotte intestine continuarono e portarono alla dissoluzione dell'Impero selgiuchide, che fu alla fine assorbito dall'Impero ottomano. 